# Campeonato Argentino M20 2004
El Campeonato Argentino de Menores de 20 años de 2004 fue un torneo para los seleccionados M20 de las uniones regionales afiliadas a la Unión Argentina de Rugby. El torneo se llevó a cabo entre el 18 y el 23 de octubre de 2004 en las instalaciones del Carlos Paz Rugby Club de Córdoba, disputándose junto al Campeonato Argentino M18 de 2004.
Durante esta edición del torneo, el campeonato introdujo una nueva categoría al sistema de ascensos y descensos: la Zona Ascenso pasó a ser dividida en Zona Ascenso A y Zona Ascenso B. Los equipos fueron distribuidos en las nuevas zonas de acuerdo a las posiciones finales obtenidas durante el Campeonato Argentino M20 2003.
La Unión de Rugby de Buenos Aires venció 59-16 en la final al seleccionado de la Unión de Rugby de Tucumán, ganando por tercer año consecutivo los dos campeonatos juveniles de la temporada (M18 y M20). Uruguay, San Juan y Misiones fueron los ganadores de la Zona Ascenso A, B y Desarrollo, respectivamente.

## Equipos participantes
Participaron de esta edición veinticuatro equipos: veintidós uniones provinciales de Argentina y dos seleccionados sudamericanos invitados.
nore
| División                  | Equipo              | Unión                                                |
| ------------------------- | ------------------- | ---------------------------------------------------- |
| Zona Campeonato 8 equipos | Buenos Aires        | Unión de Rugby de Buenos Aires                       |
| Zona Campeonato 8 equipos | Córdoba             | Unión Cordobesa de Rugby                             |
| Zona Campeonato 8 equipos | Cuyo                | Unión de Rugby de Cuyo                               |
| Zona Campeonato 8 equipos | Nordeste            | Unión de Rugby del Nordeste                          |
| Zona Campeonato 8 equipos | Rosario             | Unión de Rugby de Rosario                            |
| Zona Campeonato 8 equipos | Salta               | Unión de Rugby de Salta                              |
| Zona Campeonato 8 equipos | Santa Fe            | Unión Santafesina de Rugby                           |
| Zona Campeonato 8 equipos | Tucumán             | Unión de Rugby de Tucumán                            |
| Zona Ascenso A 6 equipos  | Alto Valle          | Unión de Rugby del Alto Valle de Río Negro y Neuquén |
| Zona Ascenso A 6 equipos  | Chile               | Federación de Rugby de Chile                         |
| Zona Ascenso A 6 equipos  | Mar del Plata       | Unión de Rugby de Mar del Plata                      |
| Zona Ascenso A 6 equipos  | Santiago del Estero | Unión Santiagueña de Rugby                           |
| Zona Ascenso A 6 equipos  | Sur                 | Unión de Rugby del Sur                               |
| Zona Ascenso A 6 equipos  | Uruguay             | Unión de Rugby del Uruguay                           |
| Zona Ascenso B 6 equipos  | Austral             | Unión de Rugby Austral                               |
| Zona Ascenso B 6 equipos  | Chubut              | Unión de Rugby del Valle del Chubut                  |
| Zona Ascenso B 6 equipos  | Entre Ríos          | Unión Entrerriana de Rugby                           |
| Zona Ascenso B 6 equipos  | Jujuy               | Unión Jujeña de Rugby                                |
| Zona Ascenso B 6 equipos  | Oeste               | Unión de Rugby del Oeste de Buenos Aires             |
| Zona Ascenso B 6 equipos  | San Juan            | Unión Sanjuanina de Rugby                            |
| Zona Desarrollo 4 equipos | Córdoba 18 B        | Unión Cordobesa de Rugby                             |
| Zona Desarrollo 4 equipos | Misiones            | Unión de Rugby de Misiones                           |
| Zona Desarrollo 4 equipos | San Luis            | Unión de Rugby San Luis                              |
| Zona Desarrollo 4 equipos | Tierra del Fuego    | Unión de Rugby de Tierra del Fuego                   |

En cursiva los seleccionados internacionales invitados.
Un segundo seleccionado cordobés, Córdoba 18 B, participó del torneo en calidad de invitado debido a la ausencia del seleccionado de la Unión de Rugby Lagos del Sur. El equipo estaba conformado por jugadores del Carlos Paz Rugby Club.

## Formato
Los veinticuatro equipos participantes fueron divididos en cuatro categorías: Zona Campeonato, Zona Ascenso A, Zona Ascenso B y Zona Desarrollo.
Zona Campeonato
La Zona Campeonato estuvo compuesta por ocho equipos y se resolvió a través de un formato de eliminación directa a tres rondas para definir al campeón de la temporada. Los equipos eliminados continuaron su campaña disputando encuentros contra otros equipos eliminados para definir sus posiciones finales en el torneo. Los perdedores del partido por el 7° puesto descendieron a la Zona Ascenso A de la siguiente temporada.
Zona Ascenso A y Ascenso B
Las zonas Ascenso A y Ascenso B  estuvieron compuestas por seis equipos cada una y se resolvieron con un formato similar al sistema de todos contra todos, con cada equipo disputando tres encuentros contra otros equipos de su zona. Se otorgaron 4 puntos por partido ganado, 2 por partido empatado y 0 por partido perdido, además de 1 punto bonus ofensivo en el caso de marcar cuatro tries o más y 1 punto bonus defensivo por perder por siete puntos de diferencia o menos. Los ganadores de cada zona ascendieron a su respectiva zona superior de la siguiente temporada, mientras que los últimos descendieron a la zona inferior. 
Zona Desarrollo
La Zona Desarrollo siguió el mismo sistema de ascensos y descensos que las Zona Ascenso A y B, sin embargo, esta estuvo compuesta por cuatro equipos en lugar de seis, lo que permitió llevar a cabo un sistema de todos contra todos a tres rondas.

## Zona Campeonato
|  | Cuartos de final | Cuartos de final | Cuartos de final |         |              | Semifinales   | Semifinales   | Semifinales   |  |              | Final         | Final         | Final         |  |
|  | 18 de octubre    | 18 de octubre    | 18 de octubre    |         |              | 20 de octubre | 20 de octubre | 20 de octubre |  |              | 23 de octubre | 23 de octubre | 23 de octubre |  |
|  |                  |                  |                  |         |              |               |               |               |  |              |               |               |               |  |
|  |                  |                  |                  |         |              |               |               |               |  |              |               |               |               |  |
|  | Buenos Aires     | Buenos Aires     | 52               |         |              |               |               |               |  |              |               |               |               |  |
|  | Buenos Aires     | Buenos Aires     | 52               |         |              |               |               |               |  |              |               |               |               |  |
|  | Nordeste         | Nordeste         | 20               |         |              |               |               |               |  |              |               |               |               |  |
|  | Nordeste         | Nordeste         | 20               |         | Buenos Aires | Buenos Aires  | 58            |               |  |              |               |               |               |  |
|  |                  |                  |                  |         | Buenos Aires | Buenos Aires  | 58            |               |  |              |               |               |               |  |
|  |                  |                  | Cuyo             | Cuyo    | 35           |               |               |               |  |              |               |               |               |  |
|  | Rosario          | Rosario          | Cuyo             | Cuyo    | 35           | 17            |               |               |  |              |               |               |               |  |
|  | Rosario          | Rosario          |                  |         |              |               |               |               |  |              |               |               |               |  |
|  | Cuyo             | Cuyo             | 17               |         |              |               |               |               |  |              |               |               |               |  |
|  | Cuyo             | Cuyo             | 17               |         |              |               |               |               |  | Buenos Aires | Buenos Aires  | 59            |               |  |
|  |                  |                  |                  |         |              |               |               |               |  | Buenos Aires | Buenos Aires  | 59            |               |  |
|  |                  |                  | Tucumán          | Tucumán | 16           |               |               |               |  |              |               |               |               |  |
|  | Tucumán          | Tucumán          | Tucumán          | Tucumán | 16           | 51            |               |               |  |              |               |               |               |  |
|  | Tucumán          | Tucumán          |                  |         |              |               |               |               |  |              |               |               |               |  |
|  | Santa Fe         | Santa Fe         | 8                |         |              |               |               |               |  |              |               |               |               |  |
|  | Santa Fe         | Santa Fe         | 8                |         | Tucumán      | Tucumán       | 21            |               |  |              |               |               |               |  |
|  |                  |                  |                  |         | Tucumán      | Tucumán       | 21            |               |  |              |               |               |               |  |
|  |                  |                  | Córdoba          | Córdoba | 21           |               |               |               |  |              |               |               |               |  |
|  | Córdoba          | Córdoba          | Córdoba          | Córdoba | 21           | 44            |               |               |  |              |               |               |               |  |
|  | Córdoba          | Córdoba          |                  |         |              |               |               |               |  |              |               |               |               |  |
|  | Salta            | Salta            | 30               |         |              |               |               |               |  |              |               |               |               |  |
|  | Salta            | Salta            | 30               |         |              |               |               |               |  |              |               |               |               |  |
|  |                  |                  |                  |         |              |               |               |               |  |              |               |               |               |  |

### Primera fecha
| 18 de octubre | Buenos Aires | 52 - 20 | Nordeste |  |  |
|               |              | Reporte |          |  |  |

| 18 de octubre                                                  | Rosario | 17 - 17 | Cuyo |  |  |
|                                                                |         | Reporte |      |  |  |
| Cuyo clasificó por tener menor cantidad de tarjetas amarillas. |         |         |      |  |  |

| 18 de octubre | Tucumán | 51 - 8  | Santa Fe |  |  |
|               |         | Reporte |          |  |  |

| 18 de octubre | Córdoba | 44 - 30 | Salta |  |  |
|               |         | Reporte |       |  |  |

### Segunda fecha
Partidos 1.°-4.° puesto
| 20 de octubre | Buenos Aires | 58 - 35 | Cuyo |  |  |
|               |              | Reporte |      |  |  |

| 20 de octubre                                                     | Tucumán | 21 - 21 | Córdoba |  |  |
|                                                                   |         | Reporte |         |  |  |
| Tucumán clasificó por tener menor cantidad de tarjetas amarillas. |         |         |         |  |  |

Partidos 5.°-8.° puesto
| 20 de octubre | Nordeste | 12 - 33 | Rosario |  |  |
|               |          | Reporte |         |  |  |

| 20 de octubre | Santa Fe | 25 - 23 | Salta |  |  |
|               |          | Reporte |       |  |  |

### Tercera fecha
Final
| 23 de octubre | Buenos Aires | 59 - 16 | Tucumán |  |  |
|               |              | Reporte |         |  |  |

Partido 3.° puesto
| 23 de octubre | Cuyo | 24 - 19 | Córdoba |  |  |
|               |      | Reporte |         |  |  |

Partido 5.° puesto
| 23 de octubre | Rosario | 40 - 34 | Santa Fe |  |  |
|               |         | Reporte |          |  |  |

Partido 7.° puesto
| 23 de octubre | Nordeste | 14 - 41 | Salta |  |  |
|               |          | Reporte |       |  |  |

|                      |
| Buenos Aires Campeón |

## Zona Ascenso A
| Pos. | Equipos         | Partidos | Partidos | Partidos | Tantos | Tantos | Tantos | Pts. |
| Pos. | Equipos         | G        | E        | P        | PF     | PC     | DP     | Pts. |
| ---- | --------------- | -------- | -------- | -------- | ------ | ------ | ------ | ---- |
| 1.°  | Uruguay         | 3        | 0        | 0        | 87     | 71     | +16    | 13   |
| 2.°  | Mar del Plata   | 2        | 0        | 1        | 82     | 51     | +31    | 11   |
| 3.°  | Chile           | 1        | 0        | 2        | 54     | 55     | -1     | 7    |
| 4.°  | Alto Valle      | 1        | 0        | 2        | 103    | 53     | +50    | 7    |
| 5.°  | Sur             | 1        | 0        | 2        | 38     | 50     | -12    | 5    |
| 6.°  | Sgo. del Estero | 1        | 0        | 2        | 34     | 118    | -84    | 4    |

|  | Campeón Zona Ascenso A          |
|  | Asciende a Zona Campeonato 2005 |
|  | Desciende a Zona Ascenso B 2005 |

| 18 de octubre | Sur | 8 - 20  | Mar del Plata |  |  |
|               |     | Reporte |               |  |  |

| 18 de octubre | Santiago del Estero | 3 - 64  | Alto Valle |  |  |
|               |                     | Reporte |            |  |  |

| 18 de octubre | Uruguay | 31 - 25 | Chile |  |  |
|               |         | Reporte |       |  |  |

| 20 de octubre | Sur | 5 - 11  | Chile |  |  |
|               |     | Reporte |       |  |  |

| 20 de octubre | Santiago del Estero | 12 - 36 | Mar del Plata |  |  |
|               |                     | Reporte |               |  |  |

| 20 de octubre | Uruguay | 25 - 20 | Alto Valle |  |  |
|               |         | Reporte |            |  |  |

| 23 de octubre | Santiago del Estero | 19 - 18 | Chile |  |  |
|               |                     | Reporte |       |  |  |

| 23 de octubre | Sur | 25 - 19 | Alto Valle |  |  |
|               |     | Reporte |            |  |  |

| 23 de octubre | Uruguay | 31 - 26 | Mar del Plata |  |  |
|               |         | Reporte |               |  |  |

| Bandera de Uruguay             |
| Uruguay Campeón Zona Ascenso A |

## Zona Ascenso B
La Unión Sanjuanina de Rugby y la Unión Entrerriana de Rugby terminaron sus campañas empatados con puntaje perfecto. Los sanjuaninos se quedaron con el ascenso por tener menor cantidad de tarjetas rojas.
| Pos. | Equipos    | Partidos | Partidos | Partidos | Tantos | Tantos | Tantos | Pts. |
| Pos. | Equipos    | G        | E        | P        | PF     | PC     | DP     | Pts. |
| ---- | ---------- | -------- | -------- | -------- | ------ | ------ | ------ | ---- |
| 1.°  | San Juan   | 3        | 0        | 0        | 182    | 19     | +163   | 15   |
| 2.°  | Entre Ríos | 3        | 0        | 0        | 103    | 51     | +52    | 15   |
| 3.°  | Austral    | 1        | 0        | 2        | 93     | 111    | -18    | 7    |
| 4.°  | Chubut     | 1        | 0        | 2        | 52     | 100    | -48    | 5    |
| 5.°  | Oeste      | 1        | 0        | 2        | 45     | 116    | -71    | 4    |
| 6.°  | Jujuy      | 0        | 0        | 3        | 42     | 120    | -78    | 1    |

|  | Asciende a Zona Ascenso A 2005   |
|  | Desciende a Zona Desarrollo 2005 |

| 18 de octubre | Entre Ríos | 35 - 29 | Austral |  |  |
|               |            | Reporte |         |  |  |

| 18 de octubre | San Juan | 50 - 5  | Chubut |  |  |
|               |          | Reporte |        |  |  |

| 18 de octubre | Jujuy | 16 - 23 | Oeste |  |  |
|               |       | Reporte |       |  |  |

| 20 de octubre | Entre Ríos | 36 - 7  | Chubut |  |  |
|               |            | Reporte |        |  |  |

| 20 de octubre | San Juan | 68 - 7  | Oeste |  |  |
|               |          | Reporte |       |  |  |

| 20 de octubre | Jujuy | 12 - 57 | Austral |  |  |
|               |       | Reporte |         |  |  |

| 23 de octubre | Entre Ríos | 32 - 15 | Oeste |  |  |
|               |            | Reporte |       |  |  |

| 23 de octubre | San Juan | 64 - 7  | Austral |  |  |
|               |          | Reporte |         |  |  |

| 23 de octubre | Jujuy | 14 - 40 | Chubut |  |  |
|               |       | Reporte |        |  |  |

| Bandera de la Provincia de San Juan |
| San Juan Campeón Zona Ascenso B     |

## Zona Desarrollo
| Pos. | Equipos          | Partidos | Partidos | Partidos | Tantos | Tantos | Tantos | Pts. |
| Pos. | Equipos          | G        | E        | P        | PF     | PC     | DP     | Pts. |
| ---- | ---------------- | -------- | -------- | -------- | ------ | ------ | ------ | ---- |
| 1.°  | Misiones         | 3        | 0        | 0        | 94     | 50     | +44    | 15   |
| 2.°  | Córdoba 18 B     | 2        | 0        | 1        | 143    | 41     | +102   | 11   |
| 3.°  | Tierra del Fuego | 1        | 0        | 2        | 105    | 83     | +22    | 6    |
| 4.°  | San Luis         | 0        | 0        | 3        | 14     | 182    | -168   | 0    |

|  | Asciende a Zona Ascenso B 2005 |

| 18 de octubre | Tierra del Fuego | 24 - 33 | Misiones |  |  |
|               |                  | Reporte |          |  |  |

| 18 de octubre | San Luis | 0 - 81  | Córdoba 18 B |  |  |
|               |          | Reporte |              |  |  |

| 20 de octubre | Tierra del Fuego | 17 - 43 | Córdoba 18 B |  |  |
|               |                  | Reporte |              |  |  |

| 20 de octubre | San Luis | 7 - 37  | Misiones |  |  |
|               |          | Reporte |          |  |  |

| 23 de octubre | Tierra del Fuego | 64 - 7  | San Luis |  |  |
|               |                  | Reporte |          |  |  |

| 23 de octubre | Córdoba 18 B | 19 - 24 | Misiones |  |  |
|               |              | Reporte |          |  |  |

| Bandera de la Provincia de Misiones |
| Misiones Campeón Zona Desarrollo    |